# Vương tộc Savoia-Carignano

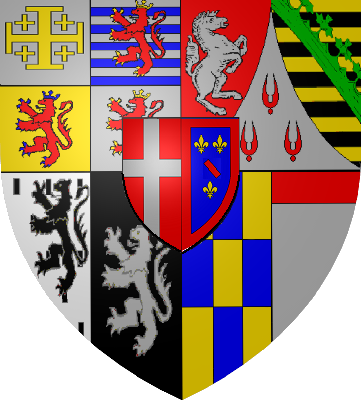
Huy hiệu của Thân vương xứ Carignano

Vương tộc Savoia-Carignano (tiếng Ý: Savoia-Carignano; tiếng Pháp: Savoie-Carignan) có nguồn gốc là một chi nhánh Nhà Savoia. Nó được thành lập bởi Tommaso Francesco của Savoia, Thân vương xứ Carignano (1596–1656), một chỉ huy quân sự người Ý, con trai thứ 5 của Charles Emmanuel I, Công tước xứ Savoy. Con cháu của ông được chấp nhận là Thân vương ngoại quốc (Prince étranger) tại triều đình Pháp, nơi một số giữ các vị trí nổi bật. Cuối cùng họ trở thành quốc vương của Sardegna từ năm 1831 đến năm 1861, và là vua của Vương quốc Ý từ năm 1861 cho đến khi vương triều bị phế truất vào năm 1946. Trong một thời gian ngắn, Vương tộc Savoia-Carignano cũng được bầu chọn lên ngai vàng của Tây Ban Nha và Croatia, vương tộc này cũng hôn phối với các vương tộc Bulgaria và Bồ Đào Nha.
Nhân vật nổi tiếng nhất của Nhà Savoia-Carignano trước khi họ được nâng lên địa vị Vương tộc chính là Thân vương Eugène, một lãnh đạo quân sự, nhà chính trị kiệt xuất của Đế chế La Mã Thần thánh và được xem là một trong những chỉ huy quân sự thành công nhất trong lịch sử châu Âu. Trong khi đó Victor Emmanuel II lại trở thành một vị quân chủ kiệt xuất trong lịch sử Ý khi ông đã thành công thống nhất Bán đảo Ý sau hàng nghìn năm bị chia cắt.